# Abmahnung
Als Abmahnung bezeichnet man eine Aufforderung, ein bestimmtes Handeln bzw. Verhalten, das gegen ein Gesetz oder eine andere – etwa vertragliche – Rechtspflicht verstößt, künftig zu unterlassen. Das Instrument der Abmahnung findet in ganz verschiedenen Bereichen des Zivilrechts Verwendung. So kennt etwa das deutsche Recht Abmahnungen im Arbeitsrecht, bei den gewerblichen Schutzrechten und dem Urheberrecht, aber zum Beispiel auch im Miet- und Pachtrecht oder im Zusammenhang mit vertraglichen Unterlassungsansprüchen. Abmahnungen sind ein Mittel der außergerichtlichen Streitbeilegung.
Auch im Verwaltungsrecht kommen vereinzelt Abmahnungen vor. Teilweise sind sie dort als gesetzliche Voraussetzung für weitergehendes Verwaltungshandeln ausgestaltet; teilweise dienen sie als informelles Instrument, um Personen die Gelegenheit zu geben, Beanstandungen abzustellen, ehe die Behörde einschneidendere Maßnahmen ergreift.

## Deutschland

### Allgemeines
Ganz allgemein lassen sich zivilrechtliche Abmahnungen im deutschen Recht wie folgt charakterisieren: Mit der Abmahnung rügt jemand (der Gläubiger) einen Verstoß gegen einen Vertrag, ein Gesetz oder eine andere Rechtsnorm, auf den er den Verstoßenden (den Schuldner) in hinreichender Weise hinweist, und fordert den Schuldner unter Androhung von Konsequenzen auf, künftig einen solchen Verstoß zu unterlassen. Der Verstoß hat dabei in der Regel schon stattgefunden bzw. begonnen; möglich ist aber auch, dass der Verstoß erst noch droht (vorbeugender Unterlassungsanspruch). Systematisch handelt es sich bei der Abmahnung nach deutschem Recht weder um eine Willenserklärung noch um einen Realakt, sondern um eine geschäftsähnliche Handlung, auf die die Vorschriften des Bürgerlichen Gesetzbuchs (BGB) über Willenserklärungen entsprechend anwendbar sind.
So vielfältig die Anwendungsbereiche der Abmahnung sind, so vielfältig ist auch ihre genaue Ausgestaltung: Die inhaltlichen Anforderungen an eine Abmahnung sind uneinheitlich. Auch der Grad der Kodifizierung unterscheidet sich von Rechtsgebiet zu Rechtsgebiet. Zudem weichen die Rechtsfolgen einer Abmahnung ab. In manchen Bereichen ist eine erfolglose Abmahnung eine Voraussetzung für ein gerichtliches Vorgehen (so etwa im Mietrecht für die Unterlassungsklage gegen den Mieter, § 541 BGB), in anderen nicht. Hinzu kommt, dass die Bedeutung des Instruments der Abmahnung stark variiert. Ein Extrembeispiel ist das Wettbewerbsrecht, wo nach einer Schätzung etwa 90 bis 95 Prozent aller Auseinandersetzungen bereits außergerichtlich mithilfe einer Abmahnung erledigt werden.

### Gewerblicher Rechtsschutz, Wettbewerbsrecht und Urheberrecht

#### Funktion
Die Abmahnung hat auch im Recht der gewerblichen Schutzrecht, im Wettbewerbsrecht und im Urheberrecht den Zweck, Streitigkeiten auf direktem Weg ohne Einschaltung eines Gerichts beizulegen. Sie „soll dem Schuldner den Weg weisen, wie er den Gläubiger klaglos stellen kann, ohne dass die Kosten eines Gerichtsverfahrens anfallen“. Eine Pflicht zur Abmahnung gibt es in diesen Rechtsgebieten nicht; Unterlassungsansprüche können alternativ also auch sofort gerichtlich geltend gemacht werden. Die vorausgehende Abmahnung liegt allerdings als Obliegenheit im eigenen Interesse des Gläubigers: Denn erhebt er gleich Klage und erkennt der Schuldner den Anspruch im Klageverfahren sofort an, so muss der Gläubiger die Prozesskosten tragen (§ 93 Zivilprozessordnung).

#### Formale Anforderungen
Die Abmahnung im Gewerblichen Rechtsschutz und Urheberrecht muss eine Schilderung des beanstandeten Sachverhalts, einen damit verbundenen Hinweis auf einen Rechtsverstoß, eine Aufforderung zur Unterlassung innerhalb angemessener Frist und die Androhung rechtlicher Schritte enthalten. Üblicherweise ist der Abmahnung eine vorformulierte Unterlassungserklärung beigefügt. Bis vor Kurzem war umstritten, ob der durch einen Rechtsvertreter vorgenommenen Abmahnung auch eine Vollmacht beigefügt sein muss, damit diese wirksam ist. Soweit die Abmahnung – wie in nahezu allen Fällen – als Angebot zum Abschluss eines Unterlassungsvertrages ausgestaltet ist, hat der Bundesgerichtshof diese Frage zwischenzeitlich entschieden. Demnach bedarf es in diesen Fällen keiner beigefügten Vollmacht für die Wirksamkeit der Abmahnung, da die Vorschrift des § 174 BGB auf diese Fälle nicht anwendbar ist. Besondere Bedeutung hat die Abmahnung beim Vorgehen gegen den unlauteren Wettbewerb.

#### Reaktion
Einer Abmahnung kann mit verschiedenen Reaktionsmöglichkeiten begegnet werden:
1. Berechtigte oder teilweise berechtigte Abmahnung: Unterlassungserklärung.
  - Mit einer strafbewehrten Unterlassungserklärung, die regelmäßig einer Abmahnung beiliegt, wird ein vorformulierter Text unterschrieben, so dass bei erneuter Vornahme der betreffenden Handlung die festgesetzte Vertragsstrafe zu zahlen ist. Der berechtigt Abgemahnte hat außerdem die Kosten der Abmahnung zu tragen. In der geforderten Höhe jedoch nur, soweit die angegebenen Gegenstandswerte und auf dieser Grundlage die Berechnung der Anwaltsgebühren zutreffend sind. Die Abgabe der unveränderten Unterlassungserklärung ist jedoch nur dann sinnvoll, wenn der abgemahnte Sachverhalt unstrittig ist, die Unterlassungsverpflichtung als solche und auch gerade in dem vorformulierten Umfang anerkannt werden soll und die Höhe der vorgeschlagenen Vertragsstrafe angemessen erscheint.
  - Die Abgabe einer modifizierten Unterlassungserklärung und die Übernahme der Kosten auf der Grundlage eines niedrigeren Streitwertes (Gegenstandswertes) empfehlen sich beispielsweise dann, wenn die von der gegnerischen Seite veranschlagten Gegenstandswerte unrealistisch hoch angesetzt sind. Nicht anerkannte Kosten muss der Abmahnende einklagen. Es sollte ferner geprüft werden, ob die Formulierung der Unterlassungserklärung möglicherweise weiter geht als die gesetzliche Verpflichtung. Dabei ist Vorsicht geboten: Ist der Abgemahnte nur zu einer Unterlassungserklärung bereit, die hinter seinen gesetzlichen Pflichten zurückbleibt, kann der Abmahnende sofort und ohne Kostenrisiko ein gerichtliches Verfahren betreiben.
2. Durch Verhandlungen mit der Gegenseite kann ein Vergleich angestrebt werden. Auch hier gilt das zuletzt zu der modifizierten Unterlassungserklärung Gesagte.
3. Unberechtigte Abmahnung:
  - Wer sich ganz sicher ist, kann einfach nichts tun und es auf gerichtliche Verfahren ankommen lassen. Dies ist besonders dann gefährlich, wenn etwa eine einstweilige Verfügung den eigenen Geschäftsbetrieb ernstlich stören würde. Diese wäre nämlich unbedingt zu befolgen und könnte erst durch einen Prozess, meist nach mehreren Wochen, beseitigt werden.
  - Mit der negativen Feststellungsklage können eigene Ansprüche verteidigt werden, indem man feststellen lässt, dass der Unterlassungsanspruch des Abmahnenden nicht besteht.
  - Alternativ kann eine Gegenabmahnung aufgesetzt werden, in der die Unterlassung weiterer Abmahnungen gefordert wird. Gegebenenfalls können auch Ansprüche auf Schadensersatz geltend gemacht werden.
4. Der Abgemahnte kann auch durch Hinterlegung einer Schutzschrift bei dem vom Abmahner voraussichtlich angegangenen Gericht reagieren. Dies führt dazu, dass eine einstweilige Verfügung nicht ergeht, ohne dass das Gericht seinen Standpunkt zur Kenntnis genommen hat. Es ist allerdings denkbar, dass trotzdem eine einstweilige Verfügung erlassen wird, wenn die Argumente in der Schutzschrift nicht überzeugen.

Diese (und weitere) Entscheidungen zu treffen, erfordert Erfahrung und vertiefte Rechtskenntnisse. Juristischen Laien wird in der Regel empfohlen, einen Rechtsanwalt oder eine andere zur Rechtsberatung in diesem Bereich berechtigte Person zu konsultieren.

#### Kostenersatz durch den Abgemahnten
Ist im Bereich des gewerblichen Rechtsschutzes und des Urheberrechts eine Abmahnung berechtigt und erfüllt sie die gesetzlichen Anforderungen, kann der Verletzte vom Verletzer die dafür erforderlichen Aufwendungen ersetzt verlangen. Dies ergibt sich für Urheberrechtssachen etwa aus § 97a Abs. 3 S. 2 des Urheberrechtsgesetzes (UrhG), für Abmahnungen wegen unlauterer Geschäftshandlungen aus § 13 Abs. 3 UWG. Zu den erstattungsfähigen Aufwendungen zählen insbesondere die Kosten für die Beauftragung eines Rechtsanwalts. „Erforderlich“ ist in diesem Fall grundsätzlich (nur) diejenige Vergütung, die im Rechtsanwaltsvergütungsgesetz (RVG) für die anwaltliche Tätigkeit vorgesehen ist. Die zu erstattenden Anwaltskosten bemessen sich somit nach dem Gegenstandswert der Sache und dem Umfang und der Schwierigkeit der anwaltlichen Tätigkeit. Hinzu kommen die notwendigen Auslagen.
- Der Gegenstandswert der Abmahnung entspricht dem eines (möglichen) gerichtlichen Verfahrens zur Durchsetzung des Unterlassungsanspruchs (§ 23 Abs. 1 S. 3 RVG). Er hängt stark von der konkreten Rechtsverletzung ab. Das unerlaubte Anbieten eines durchschnittlich erfolgreichen Spielfilms in einem Filesharing-Netzwerk („Tauschbörse“) führt nach der Rechtsprechung des Bundesgerichtshofs zum Beispiel zu einem Gegenstandswert des Unterlassungsanspruchs von mindestens 10.000 Euro.[9] Im Urheberrecht gilt die Besonderheit, dass unter bestimmten Voraussetzungen der Gegenstandswert einer Abmahnung im nichtgewerblichen Bereich auf 1.000 Euro gedeckelt ist (dazu näher unten). Der Gegenstandswert einer kennzeichenrechtlichen Abmahnung richtet sich nach dem Wert der verletzten Marke und der Gefährlichkeit der Verletzung. In der Praxis sind hier Gegenstandswerte von 100.000–500.000 Euro gängig,[10] bei kleineren Verstößen (wie zum Beispiel einer einzelnen Internetauktion einer gefälschten Cartier-Uhr) wird hiervon bisweilen etwas nach unten abgewichen (im Beispielfall etwa auf 50.000 Euro[11]).

- Der Gebührenrahmen der Geschäftsgebühr liegt zwischen 0,5 und 2,5 (§§ 2 Abs. 2, 13 RVG i. V. m. Nr. 2300 VV RVG) und bestimmt sich nach dem Umfang und der Schwierigkeit der Sache im Einzelfall. Meist halten Gerichte bei Abmahnungen im Urheber-, Wettbewerbs- und Markenrecht eine Geschäftsgebühr von 1,3 oder 1,5 für angemessen, im Patentrecht neigt die gerichtliche Praxis zu einer 1,8 Geschäftsgebühr als Regelfall.[12] Zu bedenken ist, dass bei Abmahnungen in Patent-, Gebrauchsmuster-, Marken- und Sortenschutzstreitsachen teilweise auch zusätzlich ein Patentanwalt hinzugezogen wird.[13] Dies ist nicht immer „erforderlich“, etwa bei hinreichender eigener Sachkunde des Rechtsanwalts;[14] ist es erforderlich, fällt für den Patentanwalt aber noch einmal dieselbe Gebühr wie für den Rechtsanwalt an.

Beispiele: Für eine markenrechtliche Abmahnung mit einem Gegenstandswert von 100.000 Euro beträgt die vom Verletzer zu tragende Geschäftsgebühr also üblicherweise 2.152 Euro bzw. 2.483 Euro (1,3 bzw. 1,5 Geschäftsgebühr) bzw. das doppelte bei erforderlicher Mitwirkung eines Patentanwalts. Bei einer kleineren Urheberrechtsverletzung mit einem Gegegenstandswert von 600 Euro kann sie hingegen auch bei nur 114 Euro liegen (1,3 Geschäftsgebühr) (Stand: Mai 2025).
Die Beauftragung eines externen Anwalts mit der Abmahnung kann auch dann „erforderlich“ sein, wenn ein verletztes Unternehmen über eine eigene Rechtsabteilung verfügt. Nach verbreiteter Ansicht ist dies aber nicht in jedem Fall so, etwa wenn das Unternehmen eine große Zahl gleichartiger urheberrechtlicher Abmahnungen verschickt.

#### Kostendeckelung im Urheberrecht für „Ersttäter“
2008 wurde für Abmahnungen in Urheberrechtssachen in bestimmten Fällen die Höhe der vom Abgemahnten zu tragenden Anwaltskosten wertmäßig beschränkt, seit 2013 ist nunmehr in bestimmten Fällen der Gegenstandswert der anwaltlichen Tätigkeit gedeckelt. Mit der Kostendeckelung soll nach dem Willen des Gesetzgebers „anwaltlichen Geschäftsmodellen Einhalt geboten werden, bei denen die massenhafte Abmahnung von Internetnutzern wegen Urheberrechtsverstößen zur Gewinnoptimierung betrieben wird und vorwiegend dazu dient, gegen den Rechtsverletzer einen Anspruch auf Ersatz von Aufwendungen oder Kosten der Rechtsverfolgung entstehen zu lassen“.
Konkret dürfen die Anwaltsgebühren nach § 97a Abs. 3 S. 2–4 UrhG nur auf der Basis eines Gegenstandswerts von maximal 1.000 Euro berechnet werden, wenn der Verletzer eine natürliche Personen ist, die die „Schutzgegenstände nicht für ihre gewerbliche oder selbständige berufliche Tätigkeit“ verwendet hat, und die nicht bereits früher – sei es im Wege einer Unterlassungserklärung oder aufgrund einer gerichtlichen Entscheidung – zur Unterlassung verpflichtet worden ist. Die Kostendeckelung soll also gerade nicht „Wiederholungstätern“ zugutekommen. Außerdem enthält die Regelung eine Rückausnahme für Fälle, in denen die gedeckelte Vergütung „nach den besonderen Umständen des Einzelfalles unbillig“ ist.
Der Kostendeckel betrifft nur den Anspruch auf Kostenerstattung für die anwaltliche Abmahntätigkeit. Mit der Höhe des Schadensersatzanspruchs gegen den Abgemahnten aufgrund der (erfolgten) Rechtsverletzung hat er nichts zu tun. Auch hat die Regelung keine Relevanz für die Vergütungsvereinbarung zwischen dem Verletzten und seinem Rechtsanwalt: Vereinbart dieser mit seinem Mandanten für die Abmahntätigkeit eine Vergütung, die die (gedeckelte) RVG-Vergütung übersteigt, muss sein Mandant die „überschießenden“ Anwaltskosten selbst tragen.

#### Missbräuchlichkeit
Rechtsmissbräuchliche Abmahnungen sind nicht „berechtigt“ und lösen daher keine Kostentragungspflicht des Abgemahnten aus, selbst wenn dieser ein Schutzrecht verletzt hat. Das Lauterkeitsrecht enthält in § 8c UWG eine ausdrückliche Regelung dieses Prinzips; § 8c Abs. 2 UWG listet zudem verschiedene Formen der Missbräuchlichkeit auf. Danach liegt Missbräuchlichkeit etwa vor, wenn die „Geltendmachung der Ansprüche vorwiegend dazu dient, gegen den Zuwiderhandelnden einen Anspruch auf Ersatz von Aufwendungen oder von Kosten der Rechtsverfolgung oder die Zahlung einer Vertragsstrafe entstehen zu lassen“. Derartige Fälle kommen freilich auch in anderen Bereichen des gewerblichen Rechtsschutzes und des Urheberrechts vor. Auch dort lehnt die Rechtsprechung einen Kostentragungsanspruch gegen den Abgemahnten ab, wenn die Abmahnung missbräuchlich erfolgt ist.
Allerdings lässt die Tatsache, dass eine große Zahl von Abmahnungen verschickt wird, nicht automatisch den Schluss zu, dass der Abmahner missbräuchlich handelt. Entscheidend ist, dass das beherrschende Motiv in sachfremden Zielen – wie der Gewinnerzielung durch Kostenersatzansprüche – besteht. Für Missbräuchlichkeit spricht es daher beispielsweise, wenn ein abmahnender Rechtsanwalt in einer Urheberrechtssache Kostenersatzansprüche an sich abtreten lässt, selbst abmahnfähige Rechtsverletzungen recherchiert und eine größere Zahl gleichlautender Abmahnungen verschickt. Denn dies legt nach Ansicht des Bundesgerichtshofs nahe, dass er das „Abmahngeschäft ‚in eigener Regie‘ und in erster Linie betreibt, um Gebühreneinnahmen durch die Verfolgung von Urheberrechtsverletzungen zu generieren“.

#### Besonderheiten im Internet
Die Aufforderung auf einer Homepage, im Falle rechtlicher Bedenken (zum Beispiel bei Angaben im Impressum oder bei Markenrechtsverletzungen) eine formlose E-Mail zu senden oder anzurufen statt eine förmliche Abmahnung zu senden, ist rechtlich nicht verbindlich, zumal auch schon die E-Mail oder das Telefonat eine Abmahnung darstellen können. Das Ziel einer solchen Aufforderung besteht darin, nicht mit den Kosten einer anwaltlichen Abmahnung belastet zu werden. Diese Kosten entstehen jedoch vor allem durch die Prüfung der Sach- und Rechtslage und weniger durch das erstellte Abmahnschreiben. Hiervon kann sich der Störer nicht einseitig freizeichnen.
Nach ständiger Rechtsprechung kann nur eine strafbewehrte Unterlassungserklärung – wie sie in der Regel einer Abmahnung vorformuliert beiliegt – die Wiederholungsgefahr ausräumen und so einen Prozess vermeiden. Der Verletzte kann zwar auch sofort eine einstweilige Verfügung beantragen, welche ihm einen vollstreckbaren Titel bringen kann. Ohne vorherige Abmahnung hat er jedoch nach § 93 ZPO deren Kosten zu tragen, wenn der Verletzer seine Unterlassungspflicht sofort anerkennt, sofern damit zu rechnen war, dass der Störer aufgrund einer Abmahnung eine Unterlassungserklärung abgeben würde.
Wird dagegen auf die Abmahnung hin die Rechtsverletzung nicht abgestellt – in der Regel also durch Abgabe einer die Wiederholungsgefahr ausschließenden strafbewehrten Unterlassungserklärung –, dann hat der Abgemahnte Anlass zur Erhebung der Klage gegeben und muss die Gerichtskosten bezahlen, auch wenn er im Prozess sofort anerkennt.
Urheberrecht
In den letzten Jahren ist ein starker Anstieg der Abmahnungen insbesondere bei Urheberrechtsverletzungen zu verzeichnen. Schwerpunkte sind die Verwendung von urheberrechtlich geschütztem Material auf Webseiten – z. B. Stadtplanausschnitte oder Bilder – und die Zugänglichmachung in Tauschbörsen durch Filesharing.
Der Verband der deutschen Internetwirtschaft hat in einer Pressemitteilung vom 31. Mai 2011 mitgeteilt, dass bei deutschen Internetprovidern monatlich etwa 300.000 Adressauskünfte über Anschlussinhaber auf Grundlage von § 101 Abs. 9, 2 UrhG gestellt werden. Die „Interessengemeinschaft gegen den Abmahnwahn“ führt seit Jahren eine „Jahresstatistik zum Abmahnwesen“, die sich mit sog. Filesharing-Abmahnungen beschäftigt. Die neueste Auflage dieser Statistik erfasst das Jahr 2014. Die Jahresstatistik 2014 weist ein Gesamtvolumen von ca. 74.000 Filesharing-Abmahnungen aus. Im Jahr 2010 wurden laut der Jahresstatistik 2010 noch ca. 600.000 Filesharing-Abmahnungen im Wert von ca. 500 Mio. Euro versendet. Das Absinken der Anzahl der Abmahnungen dürfte der Einführung des Gesetzes gegen unseriöse Geschäftspraktiken geschuldet sein, das das Versenden von Filesharing-Abmahnungen finanziell weniger attraktiv gemacht hat. Bislang wurden in Deutschland angeblich sechs Prozent, also etwa 4,3 Millionen der Internetnutzer mindestens einmal abgemahnt.
Das Gesetz gegen unseriöse Geschäftspraktiken begrenzt den Streitwert auf 1000 Euro und somit die Anwaltskosten auf 124 Euro, es sei denn, dass dieser Streitwert „nach den besonderen Umständen des Einzelfalls unbillig“ wäre. Verbraucherschützer bemängeln allerdings, Anwälte würden diese Klausel als Gesetzeslücke ausnutzen, indem sie argumentieren, dass sich schon aus der weltweiten Abrufbarkeit der Werke im Internet eine Unbilligkeit ergebe.
Der Bundesgerichtshof (BGH) hat mit Urteil vom 12. Mai 2010 (I ZR 121/08, Sommer unseres Lebens) entschieden, dass ein privater Anschlussinhaber, dessen WLAN-Anschluss von einem Dritten missbräuchlich benutzt wird, zwar nach den Rechtsgrundsätzen der sog. Störerhaftung auf Unterlassung und auf Erstattung der Abmahnkosten haftet, eine Haftung als Täter oder Teilnehmer einer Urheberrechtsverletzung dagegen nicht in Betracht kommt. Dementsprechend sind zwar die Kosten einer Abmahnung vom Störer zu erstatten, nicht jedoch weiterer Schadenersatz wie etwa entgangene Lizenzgebühren.
Der BGH hat weiterhin mit Urteil vom 15. November 2012 (I ZR 74/12) entschieden, dass Eltern für das illegale Filesharing eines 13-jährigen Kindes grundsätzlich nicht haften, wenn sie das Kind über das Verbot einer rechtswidrigen Teilnahme an Internettauschbörsen belehrt haben und keine Anhaltspunkte dafür hatten, dass ihr Kind diesem Verbot zuwiderhandelt.
Am 11. Juni 2015 hat der BGH drei Verfahren (Aktenzeichen I ZR 19/14, I ZR 7/14 und I ZR 75/14) zu Filesharing-Sachverhalten entschieden. Im Verfahren zum Az.: I ZR 19/14 ging es um die Frage, inwiefern der Ermittlung einer IP-Adresse in einer Tauschbörse eine Beweiskraft zukommt. Nach der Auffassung des BGH genügt es dafür, dass der Ermittlungsvorgang durch einen Mitarbeiter des überwachenden Ermittlungsunternehmens genauestens protokolliert wird und Screenshots von dem Ermittlungsvorgang angefertigt werden. Pauschales Bestreiten des Ermittlungsergebnisses ohne konkreten Sachvortrag zu dem jeweiligen Einzelfall genügt dann nicht, um die Beweiskraft zu erschüttern. In dem Verfahren zum Az.: I ZR 7/14 stellte der BGH nochmals klar, dass Eltern die Begehung von Rechtsverletzungen durch ihre Kinder grundsätzlich verhindern müssen. Erforderlich ist es danach, dass Eltern ihren Kindern die Teilnahme an Tauschbörsen ausdrücklich verbieten und diese entsprechend vorbeugend belehren, wobei eine regelmäßige, anlasslose Überwachung oder Belehrung nicht gefordert wird. Sind die Voraussetzungen erfüllt und begeht das minderjährige Kind dennoch eine Rechtsverletzung, haften die Eltern dafür nicht. Schließlich äußerte sich der BGH in dem Verfahren zum Az.: I ZR 75/14 zur sekundären Darlegungslast. Dieser genügt ein Anschlussinhaber, sofern er vortragen kann, dass auch andere Personen neben ihm selbstständig Zugang zum Internet von diesem Anschluss hatten. Es muss insofern der Anschein bestehen, als könne die Urheberrechtsverletzung auch von einem der weiteren Anschlussnutzer begangen worden sein.
Gerichtsfestigkeit

Aus technischer Sicht können heutzutage im Rahmen gewöhnlicher Internet TCP-Verbindungen von Außenstehenden oft keine Zwei-Punkt-Verbindungen wie ein Upload-Download lokalisiert und analysiert werden.
Die Kanzleien bzw. die von ihr beauftragten sogenannten Anti-Piracy-Firmen können den Datenverkehr zum Beispiel analysieren, indem sie selber mit gängiger P2P-Software als Störer auftreten. Zumindest gab es hier bis Ende 2012 keine gerichtsfeste, von regulären Behörden eingesetzte und akzeptierte Software, die nachweislich anders funktioniert bzw. irgendeinen glaubhaften Ersatz für den bis heute auch nicht eingesetzten Bundestrojaner.
Die Anti-Piracy-Spionage entspricht daher eher einem illegitimen Undercover-Einsatz, bei dem ein Dealer versucht wird zu überführen, indem man selber als vermeintlicher Großdealer auftritt. Diese Form der Ermittlungsarbeit, die auch einem Lauschangriff entspricht, darf rechtlich nur mit polizeilichen Mitteln nach einem dafür nötigen Gerichtsbeschluss erfolgen, jedoch nicht via Privatdetektiv oder mit personalisierter und unbekannter Software ausländischer Firmen, die nicht behördlich lizenziert wurde.
Das OLG Köln wies in diesem Zusammenhang eine Berufung zurück und forderte eine zu dokumentierende fortlaufende Qualitätssicherung sowie eine regelmäßige Kontrolle der Software durch unabhängige Sachverständige. Allein die Aussage einer Ermittlungsfirma, ihre Software arbeite zuverlässig und gerichtsfest, sei kein Kriterium, das nachvollzogen werden könne.
Die Kanzleien bewegen sich daher mit ihrem Anspruch auch selbst, unabhängig vom Wirken der verdächtigten Anschlussbesitzer, in einer rechtlichen Grauzone, die mit einer Gegenklage beantwortet werden kann, da es keine Software gibt, die Downloads oder Uploads analysieren kann, ohne selber ein werbender Anbieter der Dateien bzw. ein Teil des Tausch-Netzwerkes zu sein.
Die Abweisung der meisten Klagen in Deutschland vor Gericht erfolgt vor diesem Hintergrund, jedoch nicht, wenn der Beschuldigte eine Schuld oder Teilschuld bereits eingestanden hat.
Anwälte empfehlen daher, die Ermittlungsergebnisse angeblicher Urheberrechtsverletzungen kritisch zu hinterfragen.
Seit November 2013 wurde die Rechtmäßigkeit wieder aktuell, als im Zusammenhang mit der RedTube-Abmahnaffäre mehrere zehntausend Nutzer abgemahnt wurden. Dabei ist erstens die Methode, mit der die IP-Adressen der Nutzer ermittelt wurden, zweitens die gerichtliche Erwirkung der Herausgabe der postalischen Adressen zu den jeweiligen IP-Adressen sowie drittens der Gegenstand der Abmahnungen umstritten.

#### Möglicher Missbrauch
Für jeden Einzelfall gesehen ist die Abmahnung ein legitimes und inzwischen in § 97a Abs. 1 S.1 UrhG vorgesehenes Mittel zur außergerichtlichen Klärung. Allerdings zeigt die Praxis, dass es in den weit überwiegenden Fällen der Abmahnungen inhaltlich nicht mehr beispielsweise um die Beseitigung einer Urheberrechtsverletzung geht. Im Vordergrund stehen vielmehr die nach § 97a Abs. 1 S. 2 UrhG zu erstattenden Kosten der Rechtsverfolgung, insbesondere die Vergütungsansprüche der zugezogenen Rechtsanwälte sowie Lizenzgebühren, die der Rechtsinhaber auf dem regulären Markt gar nicht erzielen könnte.
Aus gebührenrechtlicher Sicht sind Mandate für Abmahnungen für Rechtsanwälte sehr lukrativ. Ursache ist vor allem die Rechtsprechung der angerufenen Gerichte, die auch für einfachste Rechtsverletzungen hohe Streitwerte annehmen, dies z. T. sogar ausdrücklich als Sanktion gegen die Verletzer. Inzwischen wird in diesem Bereich von einer regelrechten Abmahnindustrie gesprochen. Dieser Befund wird durch verschiedene empirische Indizien untermauert. Abmahnschreiben sind vielfach floskelhafte Serienbriefe, die eine Auseinandersetzung und Darstellung des konkreten Einzelfalles vermissen lassen und gekennzeichnet sind durch deutliche Drohungen im Hinblick auf Folgekosten. Zum Schluss findet sich häufig ein Vergleichsangebot, mit dem die „eigentlichen“ Kostenansprüche bei sofortiger Zahlung deutlich reduziert werden.
Im Bereich des Wettbewerbsrechts sind ähnliche Entwicklungen zu beobachten.
Für Aufmerksamkeit sorgte ein Fall im Jahr 2006, in dem eine Mutter abgemahnt wurde, weil sie unter anderem getragene Kleidung ihrer Kinder verkauft hatte. Der Kläger, vertreten durch eine Anwaltskanzlei aus Berlin, beschuldigte die Frau, gewerblich gehandelt zu haben, und verklagte sie, nachdem sie sich geweigert hatte, die Abmahngebühr zu bezahlen. Das Gericht kam zu der Erkenntnis, dass die Frau gewerblich gehandelt habe, zumal sie auch Neuware angekauft hat, um diese später wieder gewinnbringend zu verkaufen. Der vom Kläger erhobene Anspruch aus dem Gesetz gegen den unlauteren Wettbewerb war daher begründet. Die Beklagte wurde zur Zahlung von Anwalts- und Gerichtskosten in Höhe von mehreren tausend Euro verurteilt.
Entgegen häufiger Berichterstattung in den Medien sind die Kriterien für das gewerbliche Handeln definiert und durch die Rechtsprechung konkretisiert worden: Gewerbsmäßig handelt, wer irgendeine wirtschaftliche Tätigkeit auf eigene Rechnung, eigene Verantwortung und auf Dauer mit der Absicht zur Gewinnerzielung verrichtet. Dabei kommt es nicht darauf an, dass die Tätigkeit den Lebensbedarf vollständig deckt. Eine Faustformel unter Juristen für gewerbliches Anbieten lautet daher, dass derjenige gewerblich handelt, der entweder (a) die gleiche Sache mehrfach verkauft oder (b) in einem Zeitraum von ca. 3 Monaten eine erhebliche Zahl von Verträgen oder eine erhebliche Summe aus mehreren Geschäften erzielt. Außerdem sind Klassifizierungen wie „Powerseller“ ein eindeutiges Indiz für gewerbsmäßiges Handeln. Unternehmer ist, wer in Ausübung seiner gewerblichen oder selbständigen beruflichen Tätigkeit handelt, also am Markt planmäßig und dauerhaft Leistungen gegen Entgelt anbietet. Dabei ist es unerheblich, ob die Tätigkeit nebenberuflich oder mit Gewinnerzielungsabsicht erfolgt.

### Dauerschuldverhältnisse

#### Allgemeines
Die Abmahnung ist in Deutschland nach § 314 Abs. 2 BGB ferner als Voraussetzung für die Kündigung von Dauerschuldverhältnissen aus wichtigem Grund oder für den Rücktritt von einem gegenseitigen Vertrag vorgesehen.

#### Mietverhältnisse für Wohnraum
Wegen der Besonderheiten im Mietrecht für Wohnraum, wo das Kündigungsrecht des Vermieters an besondere, einschränkende Bedingungen (Mieterschutz) geknüpft wird, hat die Abmahnung eine besondere Bedeutung. Sie enthält neben der Aufforderung zu einem Tun oder Unterlassen, dessen Missachtung eine Vertragsverletzung beinhalten soll, eine Kündigungsdrohung im Weigerungsfall. Jedoch ist es hier – laut Rechtsprechung – dem Mieter verwehrt, eine Feststellungsklage gegen eine solche Abmahnung zu beantragen. Feststellungsklagen sind lediglich zulässig, insoweit sie das Bestehen oder Nichtbestehen eines Rechtsverhältnisses betreffen.
- Eine behauptete Vertragsverletzung beinhaltet lediglich ein Element für die Wirksamkeit einer Kündigung.
- Die Berechtigung zur Kündigung hingegen stellt kein vom Bestand des Mietverhältnisses unabhängiges Rechtsverhältnis dar.
- Gleichwohl bleibt eine Abmahnung nicht ohne Rechtswirkung und kann eine fristlose Kündigung begründen, wenn der Mieter auf die Abmahnung nicht reagiert.[45]

Gemäß den §§ 543 Abs. 1, 569 Abs. 2 BGB kann jede Vertragspartei das Mietverhältnis aus wichtigem Grund kündigen. Ein wichtiger Grund liegt in diesem Zusammenhang vor, wenn dem Kündigenden unter Berücksichtigung aller Umstände des Einzelfalls und unter Abwägung der beiderseitigen Interessen eine Fortsetzung des Mietverhältnisses bis zum Ablauf der Mietzeit nicht zumutbar ist. Ein wichtiger Grund ist insbesondere auch dann vorhanden, wenn der Hausfrieden durch eine Partei nachhaltig gestört wird.

#### Arbeitsverhältnis
Zur Abmahnung im Arbeitsrecht siehe Abmahnung (deutsches Arbeitsrecht)

### Besitzstörung
Bei Besitzstörung hat der Eigentümer bzw. Besitzer einer Sache gegen den Störer ein Recht auf Unterlassung, das er mit einer Abmahnung und/oder Unterlassungsklage durchsetzen kann.

### Unerlaubte Handlungen
Grundsätzlich kann jeder, gegen den sich eine unerlaubte Handlung richtet, vom anderen Unterlassung fordern, wenn befürchtet werden muss, dass die unerlaubte Handlung fortbesteht oder wiederholt wird. Er kann dies mit einer Unterlassungsaufforderung tun oder mit einer Unterlassungsklage. Eine Unterlassungsklage ohne vorherige Abmahnung (Unterlassungsaufforderung) birgt aber das Risiko, dass die beklagte Partei sofort zustimmt (sofortige Anerkenntnis) und der Kläger auf seinen Kosten sitzen bleibt.

### Verwaltungsrecht
Beispiele für Abmahnungen im Verwaltungsrecht:
- Das deutsche Bundeskartellamt verschickt regelmäßig (formlose) „Abmahnungen“, um Unternehmen Beanstandungen mitzuteilen und sie zum Abstellen des beanstandeten Verhaltens aufzufordern.[46]
- Das Deutsche Patent- und Markenamt muss eine urheberrechtliche Verwertungsgesellschaft bei einer Pflichtverletzung zunächst abmahnen. Erst nach erfolgloser Abmahnung darf die Behörde bei fortgesetzten Verstößen die Tätigkeitserlaubnis der Verwertungsgesellschaft widerrufen (§ 80 Verwertungsgesellschaftengesetz).

## Österreich
In Österreich spricht man von einer Unterlassungsaufforderung.

## Schweiz
In der Schweiz ist die Abmahnung insbesondere im Arbeitsrecht, im Baurecht und im gewerblichen Rechtsschutz bekannt, jedoch nicht allgemein gesetzlich geregelt. Ein bedeutender Unterschied zur Abmahnung in Deutschland und Österreich ist, dass die Anwaltskosten der Abmahnung außergerichtlich nicht auf den Abgemahnten überwälzt werden können. Somit hat in der Schweiz der Abmahnende die entstehenden Kosten einer Abmahnung selbst zu tragen.